# Sea Islands

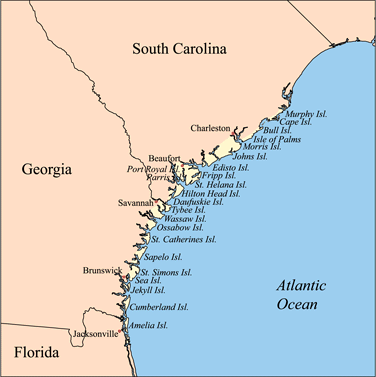
As Sea Islands

As Sea Islands (ilhas do Mar) são uma cadeia de ilhas de maré e ilhas barreira situadas ao longo da costa sudeste (atlântica) dos Estados Unidos, entre as fozes dos rios Santee e St. Johns, entre o nordeste do estado da Flórida, Geórgia e Carolina do Sul. No total há cerca de 100 ilhas.
As ilhas foram conquistadas pelos espanhóis em 1568. Estavam habitadas pelas tribos nativas dos creeks e guales. Durante a Guerra Civil Americana, a Armada da União ocupou as ilhas muito cedo. Os habitantes brancos do sul refugiaram-se na costa, em mãos ainda dos Confederados. Em troca, os escravos negros permaneceram nas ilhas e, após a proclamação da emancipação pelo presidente Abraham Lincoln, desenvolveram uma forma de vida específica e uma cultura crioula própria, denominada gullah, que incluía formas musicais próprias.
As Sea Islands foram arrasadas por um forte furacão em 1893. Atualmente têm desenvolvida uma economia baseada no turismo, com forte implantação de hotéis, centros turísticos e estâncias balneares.